# Скив
Скив (англ. Skeeve) — главный герой МИФического цикла Роберта Асприна.
Скив появляется в цикле на первых же страницах книги «Ещё один великолепный МИФ».
Родное измерение — Пент (англ. Klah), как следствие раса: пентюх (англ. Klahd).
Точный возраст Скива не указан, сказано лишь то, что он довольно молод.
В отличие от других персонажей, внешность Скива практически не описана, однако точно известно, что у него рыжие волосы.
Является учеником демона-изверга Ааза. В 4-й книге цикла, «Удача или миф», Ааз и Скив становятся напарниками по бизнесу.
Имеет собственного питомца — дракона по имени Глип, которого приобрел в первой книге в обмен на магический кулон, который позволял видеть сквозь личины.
По словам Ааза одним из лучших заклинаний, которые умеет делать Скив является «заклинание личины».

– А я могу скрыться под личиной, — привел я контротвод. — Это одно из лучших моих заклинаний. Ты сам об этом говорил.

Скив и Ааз. МИФОуказания.

За свою карьеру мага Скив успел побывать придворным магом королевства Поссилтум, учеником и напарником изверга Ааза, главой корпорации МИФ.
За всю свою бытность магом Скив приобрел множество друзей, в их числе: Тананда (троллина), Гэс (горгул), Аякс (луканец), Корреш (тролль), Маша (валлета), Ааз (изверг), Вик (вампир) и, конечно же, ручной дракон Глип.